# Joe Ingles
Joseph "Joe" Ingles (Adelaida, Australia; 2 de octubre de 1987) es un jugador de baloncesto australiano, con pasaporte británico, que pertenece a la plantilla de los Minnesota Timberwolves de la NBA. Con 2,03 metros de altura, juega de alero.

## Trayectoria deportiva
"Joe" Ingles comenzó a jugar al baloncesto a los 5 años. Ingresó en el “Australian Institute of Sport”, prestigiosa organización especializada en la formación de jugadores de baloncesto donde también se han formado los mejores representantes del baloncesto aussie.

### South Dragons
Tras completar su formación en dicha institución, Ingles fichó por los South Dragons de Melbourne de la NBL australiana, donde permaneció hasta mediados de 2009.
Fue nombrado “Rookie” del año en su primera campaña en la NBL (2006-07), cuando anotó un promedió de 18 puntos y 8 asistencias por partido. En su debut logró además sentar una marca histórica en el baloncesto australiano anotado 29 puntos -la mayor anotación de un jugador debutante en la NBL-.

### CB Granada
En verano de 2009 tras participar en numerosos 'workouts' con franquicias NBA acudió a la liga de verano de Las Vegas donde disputó cinco partidos con los Golden State Warriors y donde se produjo el contacto con los representantes del CB Granada: “Tuve la ocasión de conocer personalmente al señor Aranda y me causó una muy buena impresión con lo que me contó sobre los objetivos del equipo, mi labor dentro de él y como sería mi adaptación”.
Tras jugar durante la temporada 2009/10 y el inicio de la 2010/11 en las filas del CB Granada, a mediados de noviembre de 2010 se firma un acuerdo entre el club andaluz y el Regal FC Barcelona por el que el jugador fichaba por este último para suplir la baja del lesionado Gianluca Basile.

### Regal FC Barcelona

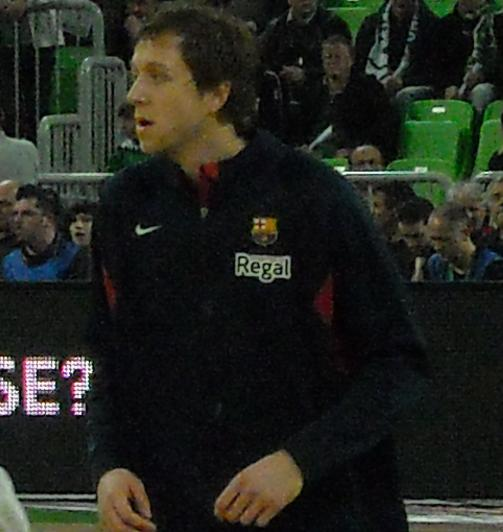
Ingles con el FC Barcelona en 2011.

Joe se incorporó en las filas blaugranas en noviembre de la temporada 2010/11 para sustituir al lesionado Gianluca Basile y empezó a dejar buenas sensaciones a Xavi Pascual, dando buenos partidos como el del Unicaja Málaga (donde anotó 19 puntos sin fallo alguno) o contra el Obradoiro CAB, haciendo su mejor marca de la temporada (20 puntos).
En la temporada 2012/13, en el amistoso del Barça frente al Brose Baskets alemán, se lesionó y dejó al equipo durante 7 meses. En las finales de los playoffs contra el Real Madrid volvió mostrando un muy buen rendimiento. Abandonó el equipo en dirección al Maccabi a final de temporada, aunque el Barça mantuvo el derecho de tanteo en ACB.

### Maccabi Tel Aviv
En julio de 2013 fichó por el Maccabi por dos temporadas.

### Utah Jazz
Tras disputar solo una de las dos temporadas firmadas con el Maccabi, en octubre de 2014 fichó por los Utah Jazz. Al término de la temporada, en julio de 2015, renueva por un contrato multianual.
En la temporada 2016–17, Ingles registra el mejor porcentaje de acierto en triples (.441) de la franquicia, desde que Kyle Korver hiciera el récord NBA (.536) en 2009–10. También se convirtió en el primer jugador de los Jazz en llegar a ese porcentaje de acierto, con al menos 270 intentos. Al término de la temporada, en julio de 2015, renueva por un contrato multianual.
Antes del comienzo de su sexta temporada en la franquicia, el 21 de octubre de 2019, acuerda una extensión de contrato con los Jazz, por un año y $14 millones, por lo que estará en el equipo hasta el final de la temporada 2021–22.
En su séptimo año con los Jazz, el 8 de enero de 2021, se perdió un encuentro, debido a una lesión en el talón de Aquiles, rompiendo así su récord de 418 partidos consecutivos jugados (384 de temporada regular y 34 de playoff), que llevaba desde su último encuentro no disputado, el 16 de diciembre de 2015. El 29 de enero, anotó su triple número 846, superando la marca de John Stockton, y convirtiéndose en el máximo anotador de triples de la historia de la franquicia. El 18 de marzo, consigue su récord personal de anotación, con 34 puntos (incluidos 8 triples) ante Washington Wizards. El 17 de abril, anota 20 puntos e iguala su récord personal de 14 asistencias ante Los Angeles Lakers. Al término de la temporada, acabó segundo en la votación como Mejor Sexto Hombre de la NBA, tras su compañero de equipo Jordan Clarkson.
Durante su octava temporada en Utah, el 30 de enero de 2022, ante Minnesota Timberwolves, se lesiona gravemente la rodilla. El 9 de febrero es traspasado a Portland Trail Blazers, en un intercambio a tres bandas. Termina la temporada con su recuperación, no llegando a disputar ningún encuentro con los Blazers.

### Milwaukee Bucks
El 30 de junio de 2022, firma un contrato por un año con Milwaukee Bucks.

### Orlando Magic
Tras convertirse en agente libre, el 30 de junio de 2023 fichó por los Orlando Magic por dos temporadas y 22 millones de dólares.

### Minnesota Timberwolves
El 3 de julio de 2024, firma por una temporada con Minnesota Timberwolves.

## Selección nacional
Formó parte de la selección de Australia que disputó los Juegos Olímpicos de Pekín 2008 promediando 4,8 puntos, en los 9,4 minutos de media que disfrutó en los cinco partidos en los que jugó, además participó de los Juegos Olímpicos de Londres 2012, Juegos Olímpicos de Río de Janeiro 2016, Mundial de Turquía 2010, Mundial de España 2014 y Mundial de China 2019.
En verano de 2021, fue parte de la selección absoluta australiana que participó en los Juegos Olímpicos de Tokio 2020, que ganó la medalla de bronce.
Durante agosto y septiembre de 2023 fue integrante de la selección de Australia que participó en el Mundial de 2023 celebrado en Asia, y que finalizó en décimo lugar.
Entre julio y agosto de 2024 fue parte de la selección absoluta de Australia, que disputó los Juegos Olímpicos de París, finalizando en sexta posición.

## Estadísticas de su carrera en la NBA

### Temporada regular
| Año     | Equipo    | PJ  | PT  | MPP  | %TC  | %3P  | %TL  | RPP | APP | ROB | TPP | PPP  |
| ------- | --------- | --- | --- | ---- | ---- | ---- | ---- | --- | --- | --- | --- | ---- |
| 2014-15 | Utah      | 79  | 32  | 21.2 | .415 | .356 | .750 | 2.2 | 2.3 | .9  | .1  | 5.0  |
| 2015-16 | Utah      | 81  | 2   | 15.3 | .426 | .386 | .722 | 1.9 | 1.2 | .7  | .0  | 4.2  |
| 2016-17 | Utah      | 82  | 26  | 24.1 | .452 | .441 | .735 | 3.2 | 2.7 | 1.2 | .1  | 7.1  |
| 2017-18 | Utah      | 82  | 81  | 31.4 | .467 | .440 | .795 | 4.2 | 4.8 | 1.1 | .2  | 11.5 |
| 2018-19 | Utah      | 82  | 82  | 31.3 | .448 | .391 | .707 | 4.0 | 5.7 | 1.2 | .2  | 12.1 |
| 2019-20 | Utah      | 72  | 45  | 29.7 | .445 | .399 | .787 | 3.9 | 5.2 | .9  | .2  | 9.8  |
| 2020-21 | Utah      | 67  | 30  | 27.9 | .489 | .451 | .844 | 3.6 | 4.7 | .7  | .2  | 12.1 |
| 2021-22 | Utah      | 45  | 15  | 24.9 | .404 | .347 | .773 | 2.9 | 3.5 | .5  | .1  | 7.2  |
| 2022-23 | Milwaukee | 46  | 0   | 22.7 | .435 | .409 | .857 | 2.8 | 3.3 | .7  | .1  | 6.9  |
| 2023-24 | Orlando   | 68  | 0   | 17.2 | .436 | .435 | .824 | 2.1 | 3.0 | .6  | .1  | 4.4  |
| 2024-25 | Minnesota | 19  | 1   | 6.0  | .261 | .200 | –    | .6  | 1.2 | .1  | .0  | .8   |
| Total   | Total     | 723 | 314 | 24.2 | .447 | .409 | .774 | 3.0 | 3.6 | .9  | .1  | 7.9  |

### Playoffs
| Año   | Equipo    | PJ | PT | MPP  | %TC  | %3P  | %TL   | RPP | APP | ROB | TPP | PPP  |
| ----- | --------- | -- | -- | ---- | ---- | ---- | ----- | --- | --- | --- | --- | ---- |
| 2017  | Utah      | 11 | 11 | 30.3 | .403 | .366 | .667  | 3.7 | 3.3 | 2.0 | .5  | 6.5  |
| 2018  | Utah      | 11 | 11 | 34.7 | .471 | .455 | .647  | 4.4 | 3.4 | .5  | .2  | 14.5 |
| 2019  | Utah      | 5  | 5  | 30.1 | .324 | .276 | -     | 4.8 | 5.0 | 2.2 | .0  | 6.4  |
| 2020  | Utah      | 7  | 7  | 33.4 | .407 | .350 | 1.000 | 3.4 | 4.7 | .6  | .1  | 9.1  |
| 2021  | Utah      | 11 | 6  | 27.8 | .494 | .414 | .769  | 3.1 | 3.5 | .6  | .0  | 10.2 |
| 2023  | Milwaukee | 5  | 0  | 17.8 | .522 | .500 | —     | 1.2 | 2.0 | .6  | .2  | 6.8  |
| 2024  | Orlando   | 7  | 0  | 9.6  | .333 | .286 | .500  | 1.9 | 1.7 | .4  | .0  | 1.6  |
| Total | Total     | 57 | 40 | 27.4 | .441 | .397 | .723  | 3.3 | 3.4 | 1.0 | .2  | 8.5  |